# كويفاس ديل كامبو
بلدية كويفاس ديل كامبو (بالإسبانية: Cuevas del Campo) هي بلدية تقع في مقاطعة غرناطة التابعة لمنطقة أندلوسيا جنوب إسبانيا.

## الديموغرافيا
بلغ عدد سكان بلدية كويفاس ديل كامبو 1.979 نسمة عام 2011 (وفقاً للمعهد الوطني الإسباني للإحصاء).
| 2.314 | 2.232 | 2.111 | 2.097 | 2.032 | 2.077 | 1.979 |